# Andrej Nikolaevič Mironov
Andrej Nikolaevič Mironov (in cirillico: Андрей Николаевич Миронов; trasl. angl.: Andrei Nikolaevich Mironov; Irkutsk, 31 marzo 1954 – Slov"jans'k, 24 maggio 2014) è stato un giornalista russo, ex dissidente e prigioniero politico sovietico, e in seguito attivista per i diritti umani.

## Biografia
Oppositore politico nel suo paese, nel 1985 fu arrestato dalla polizia segreta KGB con l'accusa di aver criticato il governo - in particolare riguardo all'invasione dell'Afghanistan - e la mancanza di democrazia nell'URSS.
Fu condannato a quattro anni di detenzione e tre di esilio interno per propaganda sovversiva antisovietica. Fu liberato nel 1987 quando, a seguito dell'incontro del 1986 tra il presidente statunitense Ronald Reagan e quello sovietico Michail Gorbačëv, si decise la scarcerazione di 140 detenuti.
Nel 1991 iniziò a lavorare come giornalista nel campo dei diritti umani, operando in Nagorno Karabakh, Tagikistan, Cecenia e Afghanistan, e organizzando incontri tra rappresentanti ceceni e deputati russi per una soluzione pacifica del conflitto.
Il 3 luglio 2003 fu aggredito e gravemente ferito a Mosca, e successivamente curato in Germania e Italia.
Mironov venne ucciso nel 2014 nel corso della guerra del Donbass, insieme al fotoreporter italiano Andrea Rocchelli, mentre documentava le condizioni dei civili. Il fotoreporter francese William Roguelon, unico sopravvissuto all'attacco fra i giornalisti, dichiarerà in seguito che il gruppo fu bersagliato da colpi di mortaio e armi automatiche dalla collina Karachun, dove era stanziata la Guardia nazionale dell'Ucraina e l'esercito ucraino.

## Indagini e processi per la sua morte
Nel 2016 la magistratura inquirente italiana aprì una indagine sulla morte di Mironov e Rocchelli, indagine che portò all'arresto di Vitalij Markiv, un militare della  Guardia nazionale con doppia cittadinanza italiana e ucraina. L'uomo nel processo di primo grado venne ritenuto colpevole e condannato a 24 anni di reclusione. Il 3 novembre 2020 la Corte d'Assise d'appello di Milano, pur ritenendo colpevoli le forze armate ucraine della morte dei giornalisti, assolse Vitalij Markiv con formula piena per insufficienza di prove, escludendo alcune testimonianze a suo carico per un vizio di forma processuale. Markiv venne quindi scarcerato. Contro l'assoluzione la procura generale e le parti civili presentarono ricorso in cassazione, ma nel 2020 la corte di appello assolse Markiv per non aver commesso il fatto. L'accusato dopo l'assoluzione fece ritorno in Ucraina, dove ha ripreso servizio come sergente nella Guardia nazionale. Contro tale sentenza di secondo grado la Procura generale di Milano presentò un ricorso, che a fine 2021 è stato ritenuto inammissibile dalla corte di cassazione, rendendo l'assoluzione definitiva.
Sia Mironov sia Rocchelli verranno successivamente schedati sul sito Myrotvorec', gestito dai servizi segreti ucraini. Sulla foto della scheda di Mironov, consultabile online, i servizi segreti hanno applicato la scritta rossa in sovraimpressione "Liquidato", riportando inoltre una nota in cui si afferma che il soggetto "cooperava con i terroristi filo-russi per creare materiale di propaganda anti-ucraino".

## Premi e riconoscimenti
- 2008 — Prix Pierre Simon étique et société, assegnato annualmente con l'egida del Ministero della Sanità francese.[14]
- 2014 — Premio "Camertone" in memoria di Anna Politkovskaja, conferito postumo ai giornalisti per il coraggio e la professionalità.[15]
- 2020 — Sulla vicenda il regista Cristiano Tinazzi ha realizzato il documentario The wrong place, presentato in anteprima al Senato italiano il 29 agosto dello stesso anno[16]; l'opera è stata  supportata dalla Federazione italiana Diritti Umani, Nessuno tocchi Caino e altre associazioni.[17]